# Butterfly - Il sapore del peccato
Butterfly - Il sapore del peccato (Butterfly) è un film del 1982 diretto da Matt Cimber.